# Gave d'Ilhéou
Pour les articles homonymes, voir Ilhéou (homonymie).
Le gave d'Ilhéou, ou gave de Cambasque dans sa partie aval, est une rivière torrentielle des Hautes-Pyrénées dans le Lavedan.

## Hydronomie
« Le terme « gave » désigne un cours d'eau dans les Pyrénées occidentales. Il s'agit d'un hydronyme préceltique désignant de manière générale un cours d'eau. Ce nom de gave est utilisé comme nom commun et a une très grande vitalité, presque envahissante, puisque certains cours d'eau pyrénéens ont perdu, depuis un siècle, leur nom local pour devenir « le gave de... » ». 
Le nom Ilhéou se retrouve dans celui de la commune d'Ilheu en Barousse. Ce nom laisse entendre le gascon ilhà « trouée » ou ilhà, anilhà, arrenilhà « faire l'irrintzina ». Mais Gerhard Rohlfs signale que le lac apparaît dans des documents anciens sous le nom d'Eou, du gascon éũ / éoû « lac » auquel on doit également les noms d'Oô, Orédon, Aubert, Aumar…

## Géographie

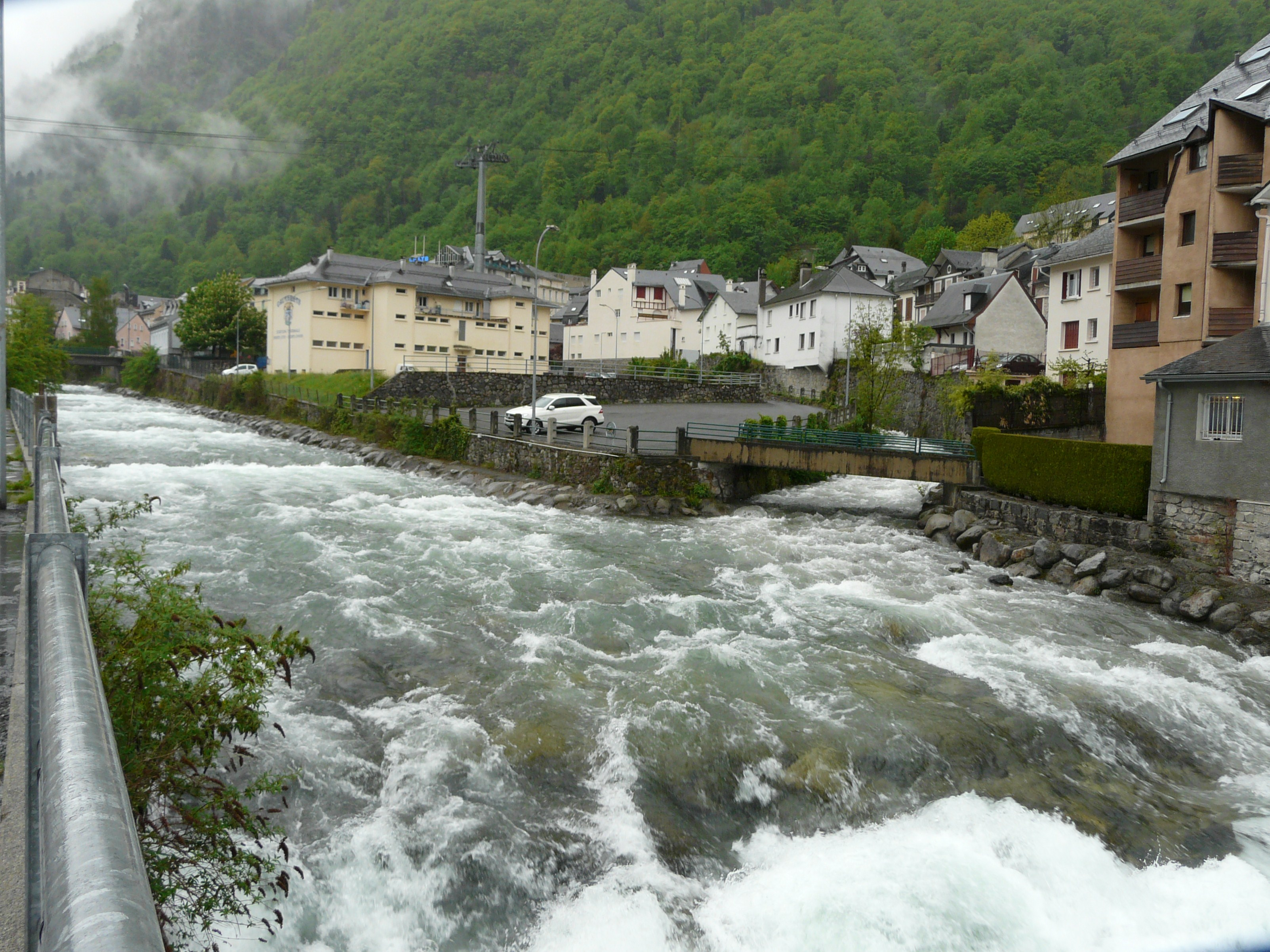
Le gave de Cauterets à Cauterets près de la confluence avec le gave de Cambasque.

Il se forme à l'est du Grand Barbat (2 813 m) d'une branche nord en provenance du col d'Ilhéou (2 242 m) et d'une branche sud en provenance du pic Arrouy (2 785 m) qui alimente le lac du Hourat (2 343 m, 2,1 ha), le lac Bleu d'Ilhéou (1 976 m, 11,3 ha) et le lac Noir d'Ilhéou (1 890 m, 0,6 ha).
Il rejoint le gave de Cauterets en rive gauche dans le village de Cauterets.
La longueur de l'ensemble « gave d'Ilhéou-gave de Cambasque » est de 7,2 km pour un bassin versant de 20 km2.

### Communes traversées
Le gave parcourt Cauterets et Estaing.

## Galerie d'images

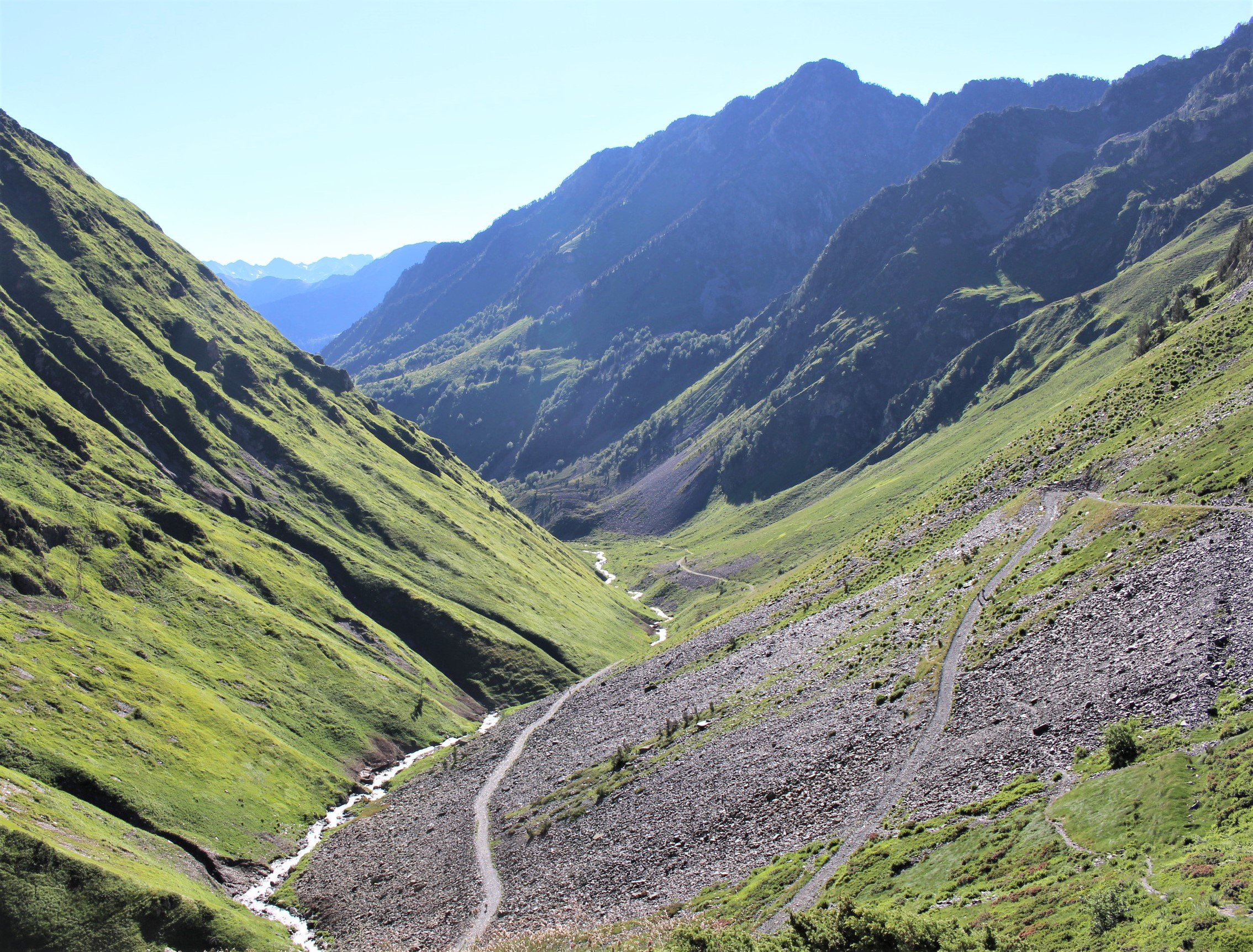
Le gave dans la vallée d'Ilhéou.
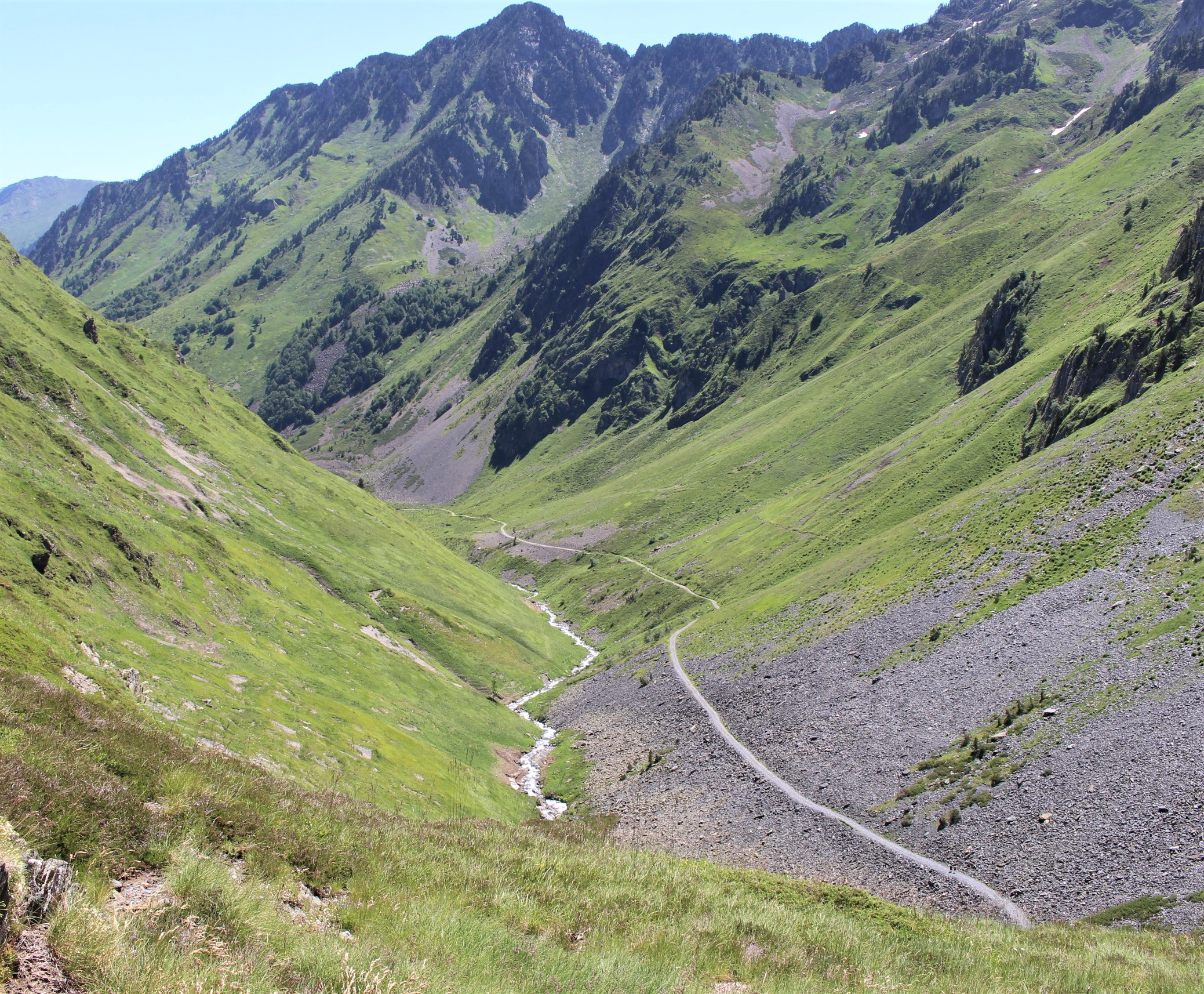